# SPINLW1
SPINLW1‏ (Epididymal peptidase inhibitor) هوَ بروتين يُشَفر بواسطة جين SPINLW1 في الإنسان.